# بولبوفیلوم شب‌شکوفا
بولبوفیلوم شب‌شکوفا (نام علمی: Bulbophyllum nocturnum) نام یک گونه از سرده بولبوفیلوم است. این گیاه گونه‌ای از ارکیده‌های رودرخت‌واران است که در منطقه بریتانیای نو، پاپوآ گینه نو رشد می‌کند و در سال ۲۰۱۱ توصیف شد. بولبوفیلوم شب‌شکوفا اولین گونه شناخته‌شده از خانواده ارکیده‌ها است که در طول شب شکفته می‌شود و روزها بسته می‌شود. این گونه در حوالی ساعت ۱۰ شب شکوفا می‌شود و ۱۰ ساعت بعد (حوالی صبح روز بعد) بسته می‌شود. بولبوفیلوم شب‌شکوفا به عنوان گیاه هوازی در جنگل‌های بارانی بریتانیای نو و در ارتفاعات ۲۴۰–۳۰۰ متر (۸۰۰–۱٬۰۰۰ فوت) رشد می‌کند. نوع گونه معرفی‌شده توسط زیست‌شناسان از منطقه استان بریتانیای نو غربی و در اطراف رودخانه آرگولو جمع‌آوری گردید. از سال ۲۰۱۸ میلادی، این گیاه جالب‌توجه توسط اتحادیه بین‌المللی حفاظت از طبیعت در زمرهٔ گونه‌های آسیب‌پذیر طبقه‌بندی شد.
زیست‌شناسان معتقدند که بولبوفیلوم شب‌شکوفا تنها گونه ارکیده است که به‌طور معمول، در طول شب گل می‌دهد. گونهٔ دیگری از این ارکیده‌ها مثل دندروبیوم آمبیوننس نیمه‌های شب شکوفا می‌شود و تا قبل از ظهر، بسته می‌شود و این در حالی است که گزارش‌های دیگری وجود دارد مبنی بر اینکه گل‌ها، نزدیک طلیعه بامداد باز می‌شوند. همچنان که گل برای مدت زمان کوتاهی باز است، درک شیوهٔ گرده‌افشانی این گیاه بسیار دشوار و نامشخص است.

## نگارخانه

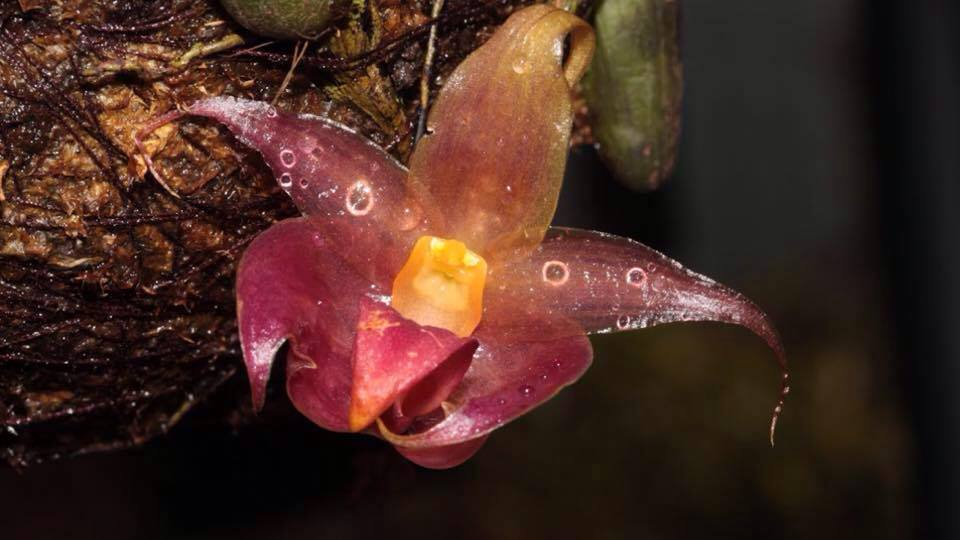